# 中西製作所
株式会社中西製作所（なかにしせいさくしょ）は、大阪市生野区に本社をおく業務用厨房機器メーカーである。東京証券取引所スタンダード市場上場。

## 概要
学校、病院、事業所、中食産業、外食産業向けの業務用厨房機器の製造、販売を行っている。外食産業向けはマクドナルドが有力顧客であり、大阪本社と東京本社には「マクドナルド部」が設置されている。
また、東京本社が所在する「新川NSビル」の一部フロアを賃貸する不動産賃貸業も営んでいる。

## 沿革
- 1946年（昭和21年）中西延吉・甚吉兄弟で「中西商会」を創業。
- 1958年（昭和33年）8月27日 - 当社設立。代表取締役社長に中西延吉が就任。
- 1968年（昭和43年）代表取締役社長に中西甚吉が就任。
- 1971年（昭和46年）日本マクドナルド株式会社と取引開始。
- 1980年（昭和55年）代表取締役社長に中西忠が就任。
- 1989年（平成元年）代表取締役社長に中西昭夫が就任。
- 1996年（平成8年）11月22日 - 大阪証券取引所市場第二部に上場。創業50周年。
- 2013年（平成25年）東京証券取引所市場第二部に上場。
- 2015年（平成27年）2本社制を導入。
- 2018年（平成30年）代表取締役社長に中西一真が就任。

## 主要事業所
- 本店・大阪本社 - 大阪府大阪市生野区巽南五丁目4番14号
- 東京本社 - 東京都中央区新川一丁目26番2号 新川NSビル
- 奈良工場 - 奈良県大和郡山市今国府町6-3
- 群馬工場 - 群馬県伊勢崎市東上之宮町1633
- 三重物流センター - 三重県伊賀市治田3066番1